# Rayol-Canadel-sur-Mer
Rayol-Canadel-sur-Mer è un comune francese di 690 abitanti situato nel dipartimento del Var della regione della Provenza-Alpi-Costa Azzurra.

## Società

### Evoluzione demografica
Abitanti censiti